# 小行星8117
小行星8117（英語：8117 Yuanlongping）是绕太阳公转的小行星，绝对星等13.03等。1996年9月18日，北京天文台施密特CCD小行星计划在兴隆县发现此天体。袁隆平逝世后，为纪念袁隆平，此星得名袁隆平星。